# Albigeois (vicomté)
Pour les articles homonymes, voir Albigeois.
L'Albigeois est le nom donné à l'ancien vicomté d'Albi, région historique qui faisait partie de la province du Languedoc. La taille de cette région a varié au fil de l'histoire. Elle est nettement plus grande que le pays d'Albigeois, région naturelle située autour d'Albi.

Blason des Trencavel, vicomtes d'Albi.

## Situation
L'Albigeois était situé autour de la ville d'Albi. Il était entouré par les anciennes provinces du Rouergue, du Quercy, de l'Armagnac et du Haut-Languedoc.

## Histoire

### Antiquité
Avant l’invasion romaine, la région d’Albi (Albiga) faisait partie du peuple des Rutènes (Rouergue). À l'issue de la première conquête (125-121 av. J.-C.), la région d'Albi fut incluse dans la province romaine de Narbonnaise, et donc détachée du reste des Rutènes demeurés indépendants. On parle des Rutènes provinciaux (Ruteni provinciales) pour désigner la population de cette région. Il semble acquis qu'après la conquête de César (58-51 av. J.-C.) le territoire rutène fut réunifié. À l'écart des grandes voies de circulation, la romanisation de la région resta relativement faible.
Ce n'est qu'au Ve siècle qu'apparaît la Civitas Albientium. Cette région administrative s'étend alors depuis le Viaur jusqu'à Lacaune en passant par Soult et Sorèze ; il correspond ensuite à l’évêché-seigneurie d'Albi et au diocèse de Castres. Cette population n’a laissé que peu de traces dans la région et les monuments romains ne sont guère plus nombreux.

### Haut Moyen Âge

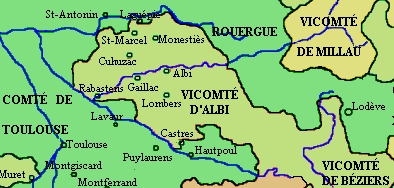
En 1209 le vicomte d'Albigeois était vassal du Comte de Toulouse

Au Haut Moyen Âge, les princes d'Albi sont à la tête d’une principauté couvrant l'actuel département du Tarn à l'exception de la région de Lavaur.
En 766 Pépin le Bref s’empare du Languedoc et donc des environs d’Albi. Il confie la contrée à Aimon. 
Le nom d’Albigeois apparait au moment de la création d’un comté autour d’Albi par Charlemagne.  
À l’époque  de Charles le Chauve, Ermengaud fut le dernier comte de l'Albigeois à relever des rois de France. Sa fille Garsinde épousa Eudes, comte de Toulouse et lui apporta la province en dot. Celle-ci sera alors gouvernée par des vicomtes vassaux des comtes de Toulouse.
Au début du Xe siècle, le nom d'Albigeois désignait les vicomtés d'Albi et d'Ambialet, de Lautrec et de Paulin. L’Albigeois ne remonta au rang de comté qu'en 987 quand Guillaume Taillefer, comte de Toulouse, la céda à son frère Pons qui prit le titre de comte d'Albi. À cette époque les seigneurs locaux avaient peu de liens avec le pouvoir royal et maintenaient une large autonomie vis-à-vis de celui-ci.

### Bas Moyen Âge

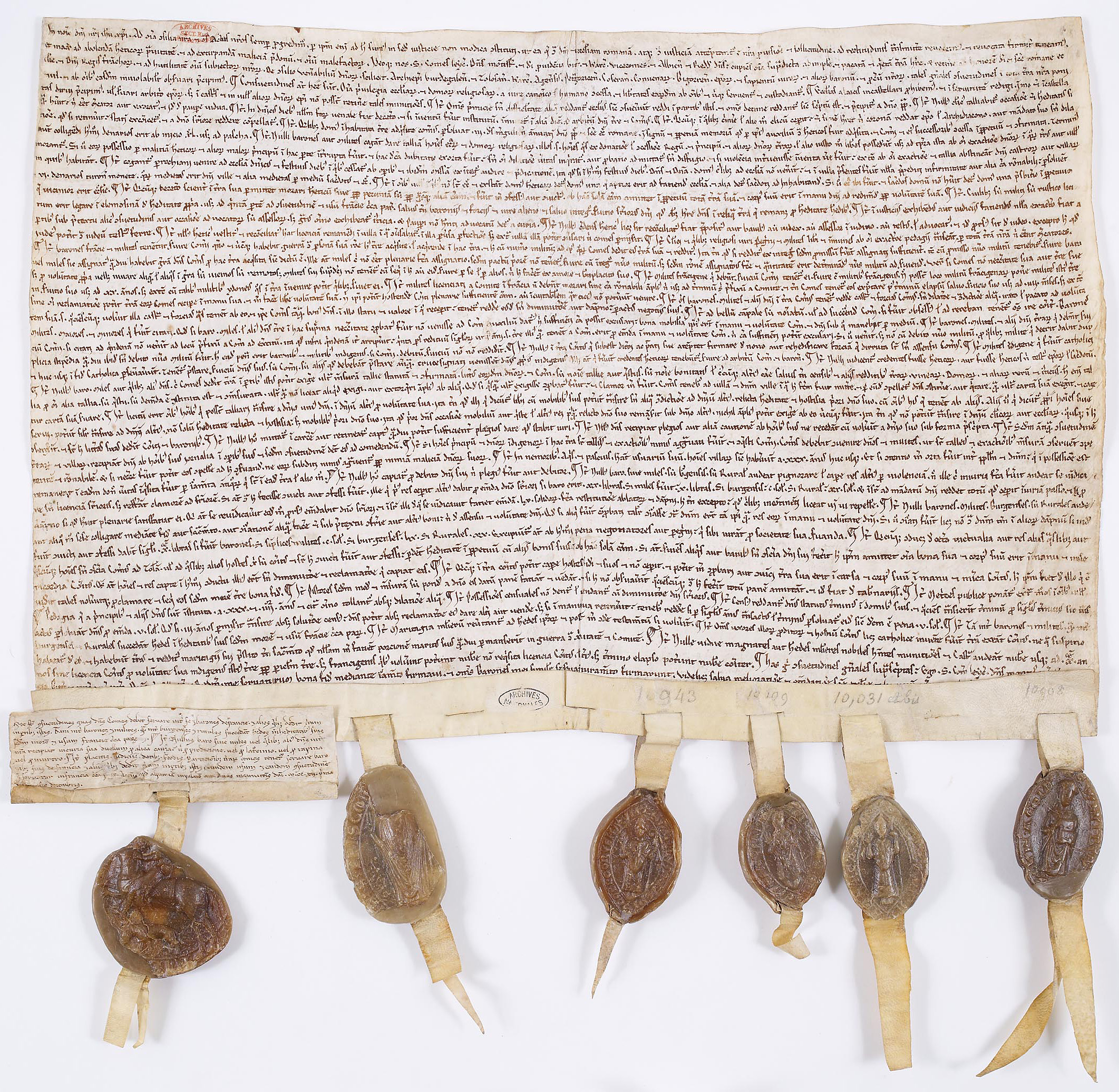
Coutumes d'Albigeois : les barons et prélats de la croisade contre les Albigeois, notamment Simon IV de Montfort, fixent, en 1212, les coutumes qui seront suivies dans les pays conquis. Acte en latin donné à Pamiers. Sur les dix sceaux autrefois appendus, il en reste six pendants sur double queue de parchemin. Une petite charte est attachée à la grande par le sceau de Simon de Montfort. Archives nationales de France.

Au XIe siècle Aton II, vicomte d’Albi, était aussi vicomte de Nîmes. En 1032 son successeur se donne le titre de prince d’Albi et proconsul de Nîmes. Le comté de Carcassonne et les vicomtés de Béziers et d’Agde sont ajoutées par mariage en 1061 avec Raymond-Bernard. Ce dernier prendra le nom de Trencavel, premier d’une des plus puissantes familles du Languedoc. Bernard-Aton IV ajoute la vicomté de Rasez et porte a sa taille maximum cet ensemble de fiefs. Après sa mort il sera partagé entre ses trois fils. L’ainé, Roger, reçut la vicomté d’Albi et d’Ambialet qui fut transmise à sa mort à son frère Raymond Trencavel. Ce dernier avait déjà Béziers, Carcassonne et Rasez (1150). Il se considérait d’abord vicomte de Béziers avant d’Albi. L’Albigeois, jusqu’alors au premier rang dans les provinces du midi, devint une dépendance de la vicomté de Béziers.
Après les guerres de religion, l’Albigeois s'est divisé en de nombreux fiefs, dépendant de baronnies, de comtés, ou encore de la seigneurie évêché d'Albi. On assiste à l'apparition de seigneurs sans titres, le pouvoir temporel des seigneurs Albigeois se dissout.
Au XIIIe siècle, l'Albigeois fut divisé en deux circonscriptions judiciaires :
- La judicature d'Albigeois, située sur la rive droite du Tarn, et qui faisait partie de la sénéchaussée de Toulouse. La justice y était rendue par un juge (d'où le nom de judicature ou de jugerie) qui avait son siège à Gaillac.
- Le Bas-Albigeois, situé sur la rive gauche du Tarn, et qui formait avec le Castrais la viguerie d'Albi, comprise dans la sénéchaussée de Carcassonne.

Des villes d'importance comme Lavaur, Cordes, Gaillac, Réalmont, Lacaune, après la croisade des Albigeois, sont devenus des communes avec des chartes, gérées par des consuls, n'ayant aucun seigneur, voyant leurs influences diminuées. Castres resta une seigneurie importante aux mains de prestigieuses familles comme les Montfort-l'Amaury, les Vendôme ou encore les Bourbons, et ne fut rattaché qu'en 1519 au domaine royal pour devenir comme les autres grandes villes une communauté aux mains de consuls et d'un intendant.

### Époque moderne
Durant la Renaissance les évêques d'Albi, les vicomtes de Paulin (principaux chef de guerre protestants du Languedoc, durant les guerres de religion), le baron d'Ambres, le vicomte d'Ambialet restent les seigneurs des lieux.

### Époque classique
À l'époque classique, les titres d'importance en terre d'Albigeois ont tous disparu à l'exception des seigneurs archevêques d'Albi, désormais nommés par le roi. Le titre de seigneur archevêque d'Albi est donc le seul titre français d’importance en Albigeois. Les titres de comte, vicomte durant le XVIIe et le XVIIIe siècle ont disparu sur ordre du roi, depuis Louis XIII pour châtier les seigneurs huguenots de la région (suppression de la vicomté de Paulin notamment).
À cette époque la famille de Solages, seigneurs de Carmaux, sont des personnalités influentes dans le Languedoc. La richesse et l’influence de cette famille perdureront jusque dans les années 1930. Un descendant de cette famille, Jérôme Ludovic de Solages (1862-1927), s'opposa à Jean Jaurès pour la députation, et remporta la circonscription de Carmaux. 
La vicomté d'Ambialet restera une seigneurie indépendante de l’archevêché d'Albi. Divisée en nombreux fiefs elle était peu puissante, mais le titre de vicomte d'Ambialet venait au second rang dans la noblesse albigeoise, et avait un certain prestige dans la province du Languedoc.